# ジェナ・ジェイムソン
ジェナ・ジェイムソン（英語: Jenna Jameson、1974年4月9日 - ）は、アメリカ合衆国のポルノ女優である。アメリカ合衆国ネバダ州ラスベガス生まれ。「ジェナ・ジェームソン」という表記もみられる。
世界的に有名なポルノスターの一人であり、「ポルノの女王」と呼ばれている。ジェイムソンはAVNの「オールタイムトップ50ポルノスター」で2位（女優としてはトップ）にランクされている。

## 来歴

### 生い立ち
ジェイムソン（本名ジェナ・マリー・マッソーリ Jenna Marie Massoli ） は、ネバダ州ラスベガスで1974年4月9日に生まれた。父は、ローレンス・マッソーリ。イタリア系アメリカ人で警官だった。母はジュディス・ブルック・ハント・マッソーリ。（彼女の自伝の献辞には「母、ジュディス・ハントへ」となっている。）ラスベガスのトロピカーナ・リゾート&カジノで踊る、ショーガールだった。母は1976年2月20日、ジェナ・マッソーリが二度目の誕生日を迎える前に、皮膚がんで亡くなった。ガン治療は家族を破産に追い込んだ。そして彼らはトレーラーでの生活を含め、数回移転し、父方の祖母の元へ身を寄せた。
彼女の父は大部分の時間を、ラスベガスの保安官事務所での仕事に費やした。そして、彼女は彼女の兄、トニー・マッソーリと非常に親しくなった。幼いときからバレエを習い、数多くのミス・コンテストに出場し、多くのタイトルを受賞した。
彼女の自伝によると、彼女は1990年10月、一家がフロンバーグ（モンタナ州）の大牧場に住んでいた時、フットボールゲーム後の4人の男子によって石で殴られた上、輪姦された。また16歳の時、彼女のボーイフレンド・ジャックの、牧師である叔父によって、二度目の強姦をされたと言う（牧師は、これを否定している）。父には告げず、彼女は家を出て、初めての真剣な恋人・ジャックと共に転居した。
ジャックはタトゥーアーティストで、彼女に最初のタトゥーを施した。のちに彼女のトレードマークの一つになる、右側の臀部の二つのハートである。彼女の兄のトニーは後に自身のタトゥーパーラーを所有し、「HEART BREAKER」の刻字を付け加えた。

### 初期の職歴
ジェナ・マッソーリはラスベガスのショーガールとして、母のあとに続こうとした。しかし、大部分のショーは身長175cmを満たしていない彼女を拒絶した。彼女は、「Vegas World」のショーに雇われたが、スケジュールが過酷で、賃金もひどく悪かったので、2か月で辞めている。
ボーイフレンドのジャックは彼女にストリッパーになることを勧めた。そして、1991年に、未成年ではあったが、偽造の身分証明を使い、ラスベガスのストリップクラブで踊り始めた。歯列矯正器を付けていたため、ストリップクラブ「Crazy Horse Too」から拒絶され、彼女はラジオペンチでこれを取り除き、雇い入れられた。6か月後、ハイスクール卒業前に彼女は一晩で2000米ドルを稼ぐようになっていた。
ストリッパーとしての彼女の最初の芸名は、「Jennasis 」。後に「Jennasis Entertainment」という法人を設立する際に使われることとなる。彼女はモデルとしての名前を決めるため、彼女の名前にマッチした名字を探して電話帳をめくっていたが、ジェイムソン・ウイスキーを飲んでいたのが決め手となり、「ジェナ・ジェイムソン」を選んだ。
踊りに加えて、1991年後半から彼女はペントハウス誌に採用されることを期待して、ロサンゼルスで写真家スーズ・ランドールのためにヌードモデルを務めた。ジェイムソンには写真の版権なしで、1日300ドルが支払われた。彼女の写真が様々な名前でいくつかの男性誌に掲載されているのを見かけ、ジェイムソンは、ランドールが「サメのような人（=貪欲に他人を食いものにする人）」であると感じ、ランドールのために働くのを止めた。
ハイスクール時代から、ジェイムソンは兄（彼は、ヘロインにおぼれていた）や、時折は父に付き合って、ドラッグ（コカイン、LSD、メタンフェタミン）を飲み始めた。彼女の中毒は、ボーイフレンドとの4年の生活の間により悪化した。彼女は、結局きちんと食事をとれなくなり、モデルを続けるにはあまりに痩せてしまった。ジャックは、1994年に彼女のもとを去った。友人が彼女を車椅子に乗せて父親のもとに連れて行った時には、彼女の体重は76ポンド（35キログラム未満）になっていた。父親は依存症治療のため、レディング（カリフォルニア）に住んでいたが、娘が飛行機から降りたった時、彼は彼女を見分けることが出来なかった。

### ポルノ映画での活動歴

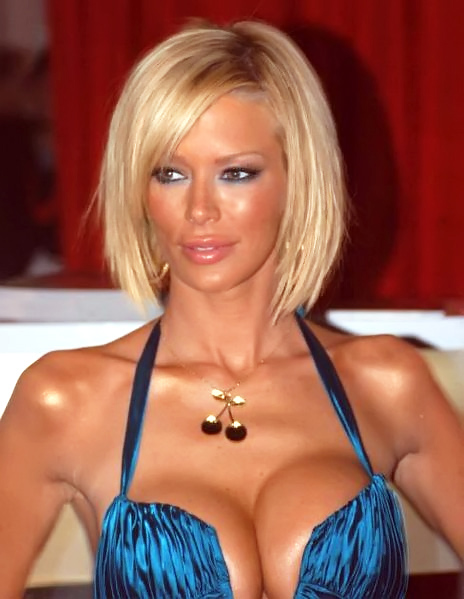
2007年1月12日、AVNアダルト・エンターテインメント・エキスポにて

ジェイムソンは、彼女を騙していたボーイフレンドのジャックへの報復として、ポルノ映画に出演し始めたと述べている。彼女が最初に出演したエロチックな映画は、1993年、アンドリュー・ブレイクによる、露骨ではないソフトコアな映画だった。スーズ・ランドールのモデルをしている時に出会った、女友達のニッキー・タイラーと共演している。彼女の最初のポルノシーンは、ランディ・ウェストによって映画化され、1994年に公開された『Up and Cummers 10』と『Up and Cummers 11』においてである。彼女はすぐに注目を集め、ラスベガスに住む間に何本かのポルノ映画に出演した。
ジェイムソンはストリップと映画のキャリアのため、1994年7月28日に最初の豊胸手術を受けた.。2004年までに彼女は2度、豊胸手術とあごの整形をしている。
ジェイムソンの最初のポルノ映画出演は、女性のみのレズビアンシーンであった。「レズは簡単で自然でした。それから、彼らは私の男女のシーンのために大金を提供しました」。最初の異性との絡みは、『Up and Cummers 11 』（1994）においてである。彼女は職歴の初めに、決して映画の中でアナルセックスと二穴（膣とアナルへの同時挿入）は行わないと誓いをたてていた。また、彼女は異人種の男性とのセックスシーンもこれまで演じていない.。代わりの彼女の「売り」は大量の唾液で滑らかに行われるオーラルセックスである。
1994年、父親、祖母と数週間を過ごし、薬物中毒を克服した後、ジェイムソンはニッキー・タイラーと一緒に暮らすために、ロサンゼルスに移転した。彼女は再びモデルの仕事を始め、1995年には父からポルノ映画出演への承諾を得た。その後の彼女の最初の映画は、『Silk Stockings』である。1995年後半に、Wicked Pictures（当時は小規模なポルノ映画製作会社だった）は、彼女と独占契約を結んだ。彼女は、Wicked Picturesの創設者、スティーブ・オレンスタインに話したことを覚えている。
| 「 | 私にとって今、最も重要なことは、この業界でかつてなかった程の大スターになることです。 | 」 |

契約に基づき、ジェイムソンは最初の年に8本の映画各々に付き6,000米ドルを得た。彼女の初の大きな予算の作品は『Blue Movie』（1995）である。彼女はあるポルノ一味の実態を暴くリポーターを演じた。この作品は、複数のAVN賞を獲得した。1996年に、ジェイムソンは3つの主要な組織から最高の賞を獲得した。XRCO最優秀新人賞、AVN最優秀新人賞、FOXE Video Vixen（新人賞）である。彼女は、三冠を獲得した初のエンターテイナーとなった。他の賞の流れもこれに続いた。
2001年まで、ジェイムソンは一つのDVDを撮影する毎に1日半で60,000ドルを稼ぎ、そしてストリップクラブで一晩踊る毎に8,000ドル稼いだ。彼女は、1年当たりの映画出演を5本に、1か月当たりのダンスを2週に制限しようとした。彼女の夫ジャスティン・スターリングは、彼女が一晩踊る毎に25,000ドルも稼いだと語った。
2005年11月から、彼女はプレイボーイテレビの番組、『Jenna's American Sex Star』のホストを務めた。そこで、将来のポルノスター達は彼女の会社「クラブ・ジェナ」との契約のために性的パフォーマンスを競う。最初の2年間で契約を勝ち取ったのは、ブレア・ベネットとロキシー・ジェゼルであった。
2007年8月に、ジェイムソンは豊胸を取り除き、カップをDからCに下げた。彼女はまた、「クラブ・ジェナ（年商3000万ドルになっていた）」は続けるが、自身がポルノ映画に出演することはやめると語った。

## 人物

### 自叙伝
ジェイムソンの自伝、『ポルノスターのようにメイクラブする方法 (How to Make Love Like a Porn Star: A Cautionary Tale) 』は、2004年8月17日に出版された。ニューヨーク・タイムズ紙や米音楽誌ローリング・ストーンなどで活躍するニール・ストラウスとの共著であり、ハーパーコリンズ社の事業部、レーガンブックスによって出版された。これは直ちにベストセラーとなり、ニューヨーク・タイムズのベストセラーリストに6週間留まった。自伝はまた、「一般に人気のあったアダルトメディア」として、シーモア・バッツのテレビシリーズ『ファミリー・ビジネス』と共に2004年のXRCO賞を獲得した。2005年11月に『Pornostar. Die Autobiographie』としてドイツ語に翻訳され、2006年1月に『Como Hacer El Amor Igual Que Una Estrella Del Porno』としてスペイン語に翻訳された。リア・ディゾンがアメリカでモデルをしていた時に「好きな本はジェナ・ジェイムソンの自伝」と答えていた。
およそ600ページの本には、タトゥーアーティストのボーイフレンドと暮らしながら、ショービジネスを始めた頃から、カンヌでHot d'Or賞を授与されたこと、そして二度目の結婚の状況まで網羅されている。それは不快な詳細を省略していない。2度の強姦、薬物中毒、不幸な初婚、そして非常に多くの男女との情事について語られている。初の自伝は私的な写真、幼い頃の日記、家族のインタビュー、映画の脚本や漫画によって賑やかに構成される。
自伝の発行者、ジュディス・レーガンは、タイアップテレビニューススペシャル『ジェナ・ジェイムソンの告白』のエグゼクティブプロデューサーでもあり、2004年8月16日、本の発売の1日前にこれをVH1（アメリカのデジタルテレビのチャンネル）で放送した。しかし、2005年4月のレーガンブックスとジェイムソン側の訴訟合戦により、彼らの関係が全てスムーズに進展していくということにはならなかった。争点はジェイムソンの日常生活についてのリアリティ番組の計画だった。それは彼女の夫、ジャスティン・スターリングとA&E Network（アメリカのケーブル、衛星放送テレビネットワーク）の間で話し合われた。レーガンブックスはいかなるA&Eとの契約もジェイムソンの契約違反であると主張した。そしてレーガンブックスが、彼女個人の伝記と現実に基づくシリーズ（「いかなる類似のプロジェクトであろうと」同様に）が生み出す利益に対する権利を持っていると指摘した。ジェイムソン側は、A&Eとの契約がレーガンブックスとの契約に優先すると訴えた。2006年12月15日にジュディス・レーガンが無関係な論争によってハーパーコリンズから解雇された時点では、リアリティ番組はまだ実現しておらず、裁判はまだ決着していなかった。
2007年1月、ジェイムソンは自伝の映画化について、ジェイムソンを演ずるスカーレット・ヨハンセンを伴った製作者との会談において伝えられた。しかし、諸般の事情により映画化の実現は危惧されている。

### 私生活

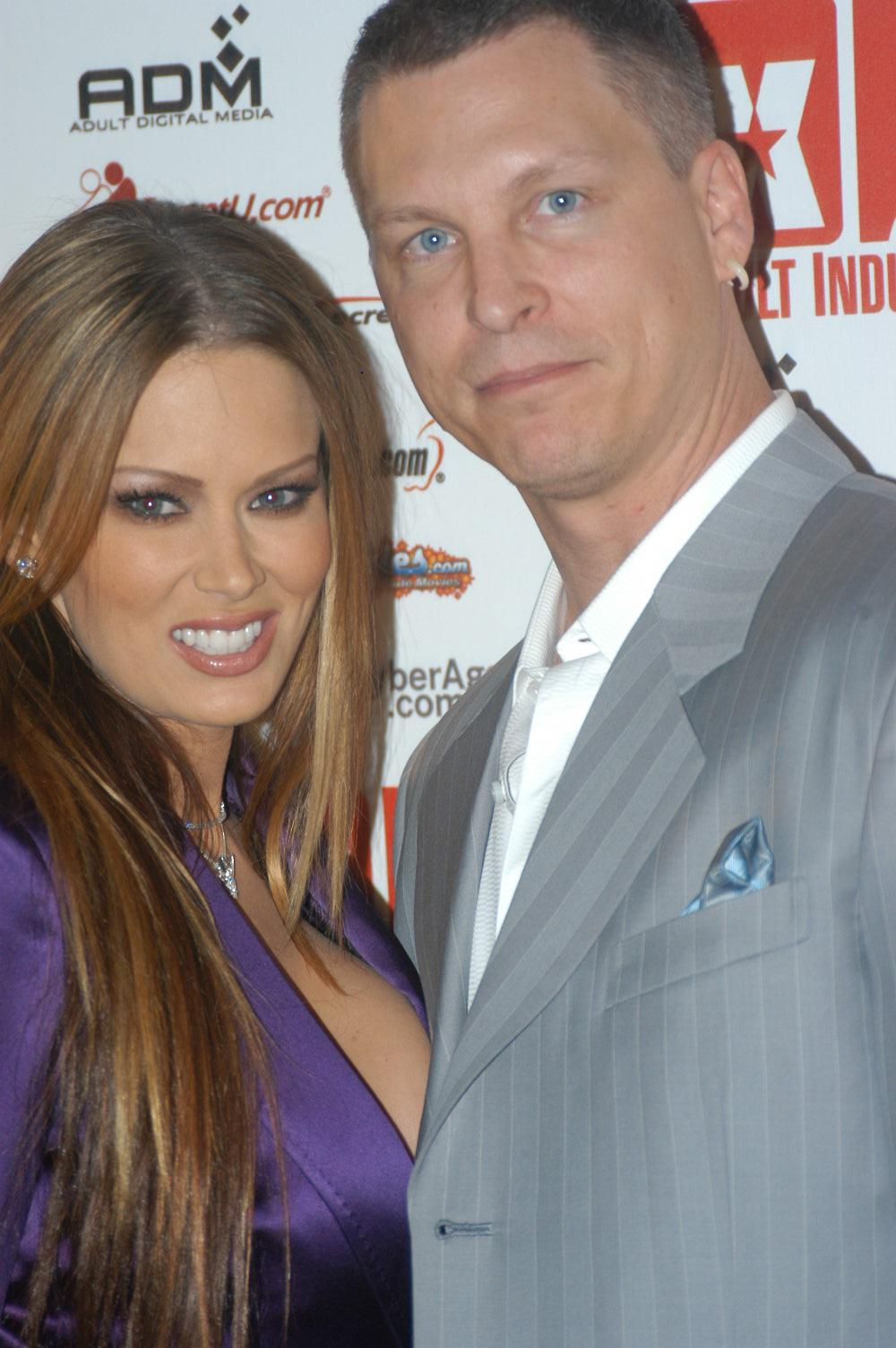
2005年11月XBiz awardsにおいて、前夫ジャスティン・スターリングと

ジェイムソンは自分がバイセクシャルであり、私生活で100人の女性及び30人の男性と寝たと述べている。そしてこれまでにあった最高の関係はポルノ女優ニッキー・タイラーとのレズビアン行為であったと言っている。それらを彼女は自伝に書いている。彼女達は彼女のポルノ歴の初期に同棲し、そして彼女が再婚する前に再び同棲した。彼女の自伝で述べられている有名なボーイフレンドの中には、マリリン・マンソンとトミー・リーもいる。
1996年12月20日、ポルノ男優のブラッド・アームストロングと結婚した。指にブラッドの名前を刻んだり、一緒に作品に出演するなど仲睦まじい姿を見せていたが、1997年3月に別居、2001年3月に正式に離婚した。約4年間の結婚生活だったが、実際に一緒に生活した時間はわずか10週間ほどである。
1998年夏、ジェイムソンは元ポルノのスタジオのオーナー、ジャスティン・スターリング（ジョン G. グリディナとして、裕福な大牧場主の家庭に生まれる）に出会った。彼は大学卒業後、ポルノ映画プロダクションに入った。1998年以降、彼はジェイムソンのただ一人のスクリーン上の男性セックスパートナーだった。彼らは、（彼女がホプキンスと正式に離婚する前の）2000年12月に婚約し、2003年6月22日、ローマカトリックスタイルの式をあげ結婚した。2004年中頃から彼らは子供を作ろうとし、第一子が生まれたらジェイムソンはポルノ映画から永久に引退する予定であったが、この試みは失敗に終わった。二人はスコッツデール (アリゾナ州)で2002年に200万ドルで購入した広さ6,700平方フィートのスペインスタイルの大邸宅に住んだ。
2004年11月、ジェイムソンは皮膚がんと診断された。手術が成功しガンは取り除かれたが、診断の直後、おそらくストレスのために彼女は流産した。体外受精ですら、彼女は再び妊娠することができなかった。ジェイムソンは体外受精でのプロセスについて、「私のためには、よいことではありませんでした」と語った。彼女は太り、妊娠はしなかった。ジェイムソンによると、ガンのストレスとその時の無理解が、彼女の結婚の崩壊に繋がった。
2006年8月、Star誌とTMZ.comはジェイムソンの広報係に彼女とスターリングが別れたこと、そしてジェイムソンがミュージシャンのデイヴ・ナヴァロとデートしていたことを確認した。しかしジェイムソンは総合格闘家で元UFCチャンピオンのティト・オーティズと、より真剣に交際していたようである。2006年11月12日、オーティズは彼の客人としてジェイムソンを同伴させることを拒否され、サンディエゴのミラマー海兵隊航空基地におけるアメリカ海兵隊創立記念舞踏会への主賓としての出演をキャンセルした。2006年11月30日、ハワード・スターン・ショーでのインタビューにおいて、オーティズは彼がジェイムソンを愛しており、彼女がポルノには最早出演しておらず、そして、彼らが一夫一婦婚の関係にあると述べた。2006年12月12日、ジェイムソンはスターリングから離婚の訴訟を起こされた。
2007年3月、ジェイムソンはAVNアワードに精彩のないやつれた様子で出演したのを、無情な離婚訴訟のせいだとしている。
2008年8月、ジェイムソンはオーティズの双子の子供を妊娠しており、2009年4月に出産予定であると発表した。2009年3月16日、ジェイムソンはジェシー・ジェイムソン・オーティズ (Jesse Jameson Ortiz)、ジャーニー・ジェット・オーティズ (Journey Jett Ortiz) と名付けられた双子の男の子を出産した。ジェシーは体重4ポンド（約1800グラム）、ジャーニーは4ポンド11オンス（約2100グラム）であった。
ジェイムソンは2015年からリオル・ビトンと交際し、2017年には娘を授かるが、2023年に破局を発表した。
同年にはジェシー・ローリスと再婚。

## 実業家として
2000年、ジェイムソンとスターリングはインターネットポルノ会社として「クラブ・ジェナ」を設立した。「clubjenna.com」は、より多くの画像とビデオを提供する最初のポルノサイトのうちの1つであり、あからさまな日記、性的アドバイスや株式情報さえ有料メンバーに提供した。伝えられるところでは、サイトは3週目には利益をもたらした。企業は後にマルチメディアポルノエンターテイメントへと事業を広げる。手始めに他のポルノスター達のウェブサイトを管理することによって、さらに2001年にはポルノ映画の製作により。初期のクラブ・ジェナの映画にはジェイムソン自身が主演した。スクリーン上のセックスの相手は、女性かスターリングに限られた。最初のクラブ・ジェナの映画『Briana Loves Jenna』（2001年）は、Vividとの共同製作で、280,000米ドルの予算がかけられ、初年度に100万ドル以上を稼ぎ出した。AVNのベストセラーポルノとベストレンタルポルノをダブル受賞した。それはジェイムソンの、映画における異性とのシーンの自制に言及し、「ジェナの2年以上ぶりの男女シーン」を売り物とした。スターリングは、よくて5,000本売れる程度の月並みなポルノ映画と比較してジェイムソンの映画は平均で100,000部は売れたと述べた。また、他のポルノ映画の製作日数が1日であるのと比較して、彼らの映画は最高で12日かかっていると言った。
2004年、クラブ・ジェナ・フィルムは、ジェイムソン抜きで他の女優達を主演させるよう発展し（クリスタル・スティール、ジェシー・カペリ、マッケンジー・リー、アシュトン・ムーア、ソフィア・ロッシ）、ジェイムソンは主役から退いた。2005年、ジェイムソンは映画『The Provocateur」で初の監督を務めた。これは2006年9月に『Jenna's Provocateur』としてリリースされた。映画はフォーブズ誌が、かつて「世界最大のアダルト映画会社」と呼んだ、Vivid Entertainmentによって配信され、売り出された。彼らはクラブ・ジェナの収益の3分の1、利益の半分以上を占めた。
クラブ・ジェナは、ジャスティン・スターリングの姉妹である販売戦略担当の副社長、クリスとともにファミリービジネスとして稼働した。2005年、クラブ・ジェナはおよそ半分の純利で、3000万ドルの収益をあげた。
販売戦略はジェイムソン自身を利用した。2003年5月から、彼女はニューヨーク市のタイムズスクエアで、高さ48フィートの屋外外壁広告に登場し、彼女のウェブサイトと映画をプロモートした。最初の広告はひも状の水着だけを着た彼女を掲げ、「WHO SAYS THEY CLEANED UP TIMES SQUARE?」と書かれていた。Doc Johnsonに認可された一連の大人のおもちゃと「解剖学的に正しい」ジェナ・ジェイムソンのアクションフィギュアがある。彼女は彼女自身のセックスシミュレーションゲーム『Virtually Jenna』に主演している。ゲームの目的は3Dモデリングされた彼女をオーガズムに導くことである。ジャクソン (Jackson Guitars) は、ジェイムソンの似顔絵をあしらった一連のキングVギターの限定シリーズを製造した。Y-Tell（クラブ・ジェナの無線会社）は、世界中（大部分はヨーロッパと南アメリカ）の20の通信事業者と協力し、ジェナ・ジェイムソンの「喘ぎ声」（電話の着信メロディ）、チャットサービスとゲームを販売している。2006年、ニューヨーク市に拠点を置くWicked Cow Entertainmentは彼女のブランドをバー用品、香水、ハンドバッグ、ランジェリー,履物にまで拡大し、サックス・フィフス・アベニューやColette boutiquesのような高級な小売業者を通して販売した。彼女の突出した販売戦略と一般メディア報道は、道徳的なメディアよって「猥褻である」と批判された。
クラブ・ジェナは多角化し続けた。2005年8月、クラブ・ジェナはClub Thrust（ジェイムソンのゲイの男性ファンのためのインタラクティブウェブサイト）を開始した。これはビデオ、ギャラリー、性的アドバイス、ゴシップ、ダウンロードサービスを含む。クラブ・ジェナのサイト管理責任者は、ストレートのサイトには常に多くの同性愛者のアクセスがあったと述べた。2006年までに、クラブ・ジェナは、150以上の他のアダルト・エンターテインメント・スターの公式サイトを管理した。
2005年8月、ジェイムソンはクラブ・ジェナがライブ・エンターテインメントに初の進出をするため、スコッツデール（アリゾナ州）のストリップクラブ、Babes Cabaretを買収した。買収が注目を集めた直後、スコッツデール市議会はアダルト・エンターテインメント会場での裸を禁止し、ダンサーとの接触を制限する4フィートの仕切りを義務づけるという新しい条例を発議した。そのような仕切りは、ダンサーの主な収益となるラップダンス（ダンサーに別途チップを払って、座っている膝の上で一対一で密着して踊ってもらう）も効果的に禁止してしまう。ジェイムソンは強く条例に反対して、これに反対する嘆願団体を組織するのを手伝った。2006年9月12日、条例に関する投票では、有権者達は規則の強化に反対し、クラブが前の通り運営されることを認めた。
2006年2月3日、ジェイムソンはデトロイト（ミシガン州）のZoo Clubで数人の他のクラブ・ジェナとVividの女の子達を伴って「Vivid Club Jenna Super Bowl Party」を主催した（チケット価格500 - 1,000ドル）。それはランジェリーショーを呼び物としたが、裸や性的な出し物は組み込まれていない。最初に発表された時、この会合はナショナルフットボールリーグとの論争を引き起こした。リーグは公式なスーパーボウルのイベントとしてこれを認可しなかった。2007年、ジェイムソンはランジェリーボウル（スーパーボウルのハーフタイムショーとして下着姿のモデルによるフルコンタクトアメリカンフットボールの試合を呼び物にしたペイ・パー・ビュー方式のショー。）でクォーターバックとして契約したが、彼女の保険会社が損害を懸念したため、引退した。彼女は、その代わりに解説者を務めた。
2006年6月22日、Playboy Enterprises社はジェイムソンとスターリング両人の個人的契約を伴う、クラブ・ジェナの買収を発表した。PlayboyのCEO、クリスティー・ヘフナーは、初年度におよそ30の映画を製作し、DVDとしてだけでなく、テレビチャンネル、ビデオ・オン・デマンド・サービス、携帯電話にまで販路を拡大し、速やかに成長させたいと語った。2006年11月1日、PlayboyはSpice Networkのペイ・パー・ビュー方式のチャンネルのうちの1つ、「Hot Network」の名前を「クラブ・ジェナ」に変更した。
2007年4月に、テラ・パトリックと彼女の製作会社Teravisionは、パトリックのウェブサイト「clubtera.com.」が稼ぎだすロイヤルティーをきちんと収支報告し、支払うことができていないとして、ジェイムソンとPlayboy Enterprisesに対する訴訟を起こした。

## 一般への露出
ジェイムソンは、ポルノの外側でも、ある程度の成功を収めたことで知られており、一般社会の近くにポルノ自体を持ち込みさえした。彼女は言う。「私は私のハードコアのルーツを常に受け入れてきました。しかし、有名になることは私にとって重要なことでした。」

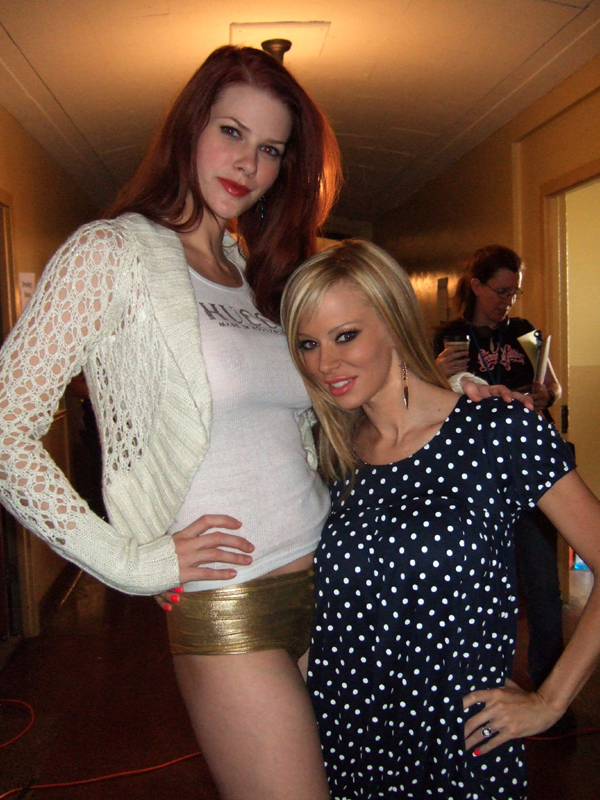
2007年5月、ペニー・ドレイクと、『ゾンビ・ストリッパーズ』のセットにて。

1995年、ジェイムソンはラジオ番組の司会者ハワード・スターンに彼女自身の写真を送った。彼女は30回以上出演し、彼の番組の常連ゲストになった。そして1997年には、スターンの半自伝的映画「Private Parts」で、ラジオで最初にヌードになった女性「マンディー」役を演じた。この映画出演は、ポルノ以外での出演の始まりであった。1997年、ジェイムソンはECW（Extreme Championship Wrestling）のペイ・パー・ビュー、『Hardcore Heaven '97』にダッドリーファミリーの従者として登場した。1998年3月1日には『ECW Living Dangerously』に再度登場し、その後の数か月間ECWのインタビュアーを続けた。1998年、彼女はバル・ビーナス（WWFでのキャラクター）と短編映画を撮った。1990年代後半、ジェイムソンは、E!ケーブルテレビの連続トラベルショー、『Wild On』のいくつかの回でゲスト司会者を務めた。彼女はトロピカルな場所にきわどい衣装で登場した。
ジェイムソンは、アニメ『ファミリー・ガイ』の2001年7月放映の「Brian Does Hollywood」という回で、アニメ版の彼女自身の声優を務めた。彼女のキャラクターはブライアン・グリフィン（グリフィン家の天才犬）が監督したポルノ映画での演技で賞を獲得した。そしてエピソードの終わりで、彼女は誘拐され、ピーター・グリフィン（グリフィン家の世帯主）の家に連れて行かれる。2002年、ジェナ・ジェイムソンとロン・ジェレミー（ベテランポルノ男優）はコメディ・セントラルの最初のテレビ映画『Porn 'n Chicken』で彼ら自身を演じた。ポルノ観賞クラブでの講演者役である。2002年には、彼女は2つのテレビゲームにも出演した。特にグランド・セフト・オート・バイスシティでのキャンディ・サックス Candy Suxxx の声優として知られる。彼女のキャラクターは売春婦として登場するが、ポルノ女優として成功し、ゲーム内でいくつかの屋外広告板が表示される。彼女の演技は、2003年のG-Phoria「Best Live Action/Voice Performance Award − Female」を勝ち取った。彼女はまた、テレビゲーム「Tony Hawk's Pro Skater 4」に隠しキャラ「デイジー」役で出演した。彼女は衣服とスケートボードで挑発的な悪さを仕掛ける。2003年、ジェイムソンは政商のガールフレンド役で、NBCのプライムタイムドラマシリーズ『Mister Sterling』の2つの回に出演した。
彼女の一般メディアへの出演のいくつかは、論争を引き起こした。1999年のアバクロンビー&フィッチのカタログマガジン「A&F Quarterly」に載ったジェナ・ジェイムソンのインタビューは、ミシガン州司法長官、ジェニファー・グランホルムとイリノイ州副知事、コリーン・ウッドが複合型カタログマガジンに対して反対意見を述べる動機の一つとなった。キャンペーンは親達やとキリスト教保守派グループとつながり、この季刊誌は棚から取り除かれ、2003年には廃刊となった。
2001年11月、権威のあるオックスフォード・ユニオン・ディベーティング・ソサエティは、「ポルノが家庭にとって有害である」と言う議題に反論するよう、ジェイムソンをロンドンに招待した。彼女は当時の日記書いている — 「私は私の本来の場所から外れていくように感じます、しかし、私はこのチャンスを決して逃すことができませんでした…それは、生涯でただ一度のものです」。結局、彼女側は204対27で議論に勝利した。
2003年2月、ポニー・インターナショナルは、競技用シューズの広告に登場する何人かのポルノスターのうちの1人として彼女を主演させるプランをたてた。これは「スニーカーを売るために売春婦のような連中を使って」という、ポルノスターを10代の不適当な人生の手本とみなした論説で、FOXニュースのビル・オライリーによって攻撃された。これに応えて、ハーバード・クリムゾン紙（ハーバード大学の学生新聞）は、オライリーとFOXニュースのボイコット（ボイコッターのボイコット）を提案した。ジェイムソン自身は番組宛に皮肉な電子メールで反撃した。
ビルが、ポルノスターと売春婦の違いを理解するよう望みます。私は、彼がこの話題のために若干のリサーチを行なったと確信します。なぜなら彼が私の出演したビデオを何本か注文したからです。私は彼が職業的な理由でこれらを欲したのだと思っています。
しかし、これらは一般メディア周辺における、さほど重要ではない露出である。彼女が望んだマスマーケットでの真の名声をもたらしたのは、2004年の彼女の自伝の成功である。2 - 3か月の内に、彼女はNBC、CNBC、FOXニュース、CNNからインタビューを受けた。本はニューヨーク・タイムズ、ロイター、その他の権威ある媒体で論評された。
彼女がジンジャー・リン・アレン等の他のポルノ女優と出演した2002年の低予算ホラー映画『Samhain（サムヘイン）』は2005年まで公開されなかった。再編集され、『Evil Breed: The Legend of Samhain』として公開された時には、彼女を前面に押し出している。彼女はその他に、2006年後半から公開が遅れたマイナーホラー映画『Sin-Jin Smyth』に出演し、2008年公開のコメディホラー映画『ゾンビ・ストリッパーズ』に主演している。2006年2月、コメディ・セントラルは初の携帯電話向けアニメシリーズ『Samurai Love God』の主人公「P-Whip」役でジェイムソンを主演させるプランを発表した。Mediaweekは、彼女はこのプロジェクトにおける最大のビッグネームだと評した。2006年4月、ジェイムソンはアディダス（ポニーより大きなスポーツ用品会社）のためにビデオポッドキャスト広告に出演した。挑発的にモグラ叩きを楽しんでアディカラーシューズを宣伝している。今回はオライリーは、何も論じなかった。2006年7月、ジェナ・ジェイムソンは、マダム・タッソー館（ラスベガス博物館）に蝋人形を飾られた初のポルノ女優となった。

## 政治的活動
政治的に活発であるということは知られていないが、チキン生産の内幕ビデオを見た後、ジェイムソンはKFCのチキンの取り扱いに反対する動物の倫理的扱いを求める人々の会 (PETA) の運動の一環として、短いビデオを撮ることに同意した。またPETAのために毎年数百万の動物が捨てられ安楽死させられる実情を訴え、ペットの産児制限を勧めるキャンペーンのポスターに出演した。キャッチコピーは「Sometimes TOO MUCH SEX can be a BAD THING. (過度のセックスは時に悪事となり得ます。)」というものである。ジェイムソンは自由主義者で、2008年の大統領選挙でヒラリー・クリントンを支持した。

## 受賞

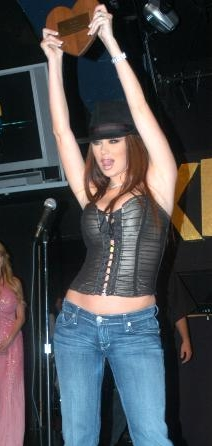
XRCO殿堂賞を授与されたジェイムソン（2005年6月2日）

- 1995年 XRCO最優秀新人女優賞 (1996年に受賞)[107]
- 1996年 Hot D'Or 最優秀米新人女優賞、最優秀米主演女優賞[108]
- 1996年 AVN最優秀新人女優賞、AVN最優秀主演女優賞 (ビデオ) – 『Wicked One』、最優秀セックスシーン賞 (映画) – 『Blue Movie』 (T・T・ボーイとともに)[109]
- 1996年 FOXE Video Vixen[11]
- 1997年 AVN最優秀セックスシーン賞 (映画) – 『Jenna Loves Rocco』 (ロッコ・シフレディとともに), 最優秀セックスシーン賞 (ビデオ) – 『Conquest』 (ヴィンス・ヴォイヤーとともに)[109]
- 1997年 Hot D'Or 最優秀米主演女優賞
- 1997年 FOXE Female Fan Favorite[110]
- 1998年 AVN最優秀レズビアンシーン賞 (映画) – 『Satyr』 (ミッシーとともに)[109]
- 1998年 Hot D'Or 最優秀米主演女優賞 – 『Sexe de Feu, Coeur de Glace』[111]
- 1998年 FOXE Female Fan Favorite[110]
- 1999年 Hot D'Or 最優秀米映画賞 – 『Flashpoint』[112]
- 2003年 AVN最優秀レズビアンシーン賞 (ビデオ) – 『I Dream of Jenna』 (オータム、ニキータ・デニスとともに)[109]
- 2003年 G-Phoria最優秀女性声優賞 – 『グランド・セフト・オート・バイスシティ』
- 2003年 XRCO最優秀レズビアンシーン賞 – 『My Plaything: Jenna Jameson 2』 (カルメン・ルヴァーナとともに) (2004年8月19日受賞)[113]
- 2004年 AVN最優秀インタラクティブDVD賞 – 『My Plaything: Jenna Jameson 2』 (Digital Sin)[109]
- 2004年 XRCO殿堂入り、XRCO「一般に人気のあったアダルトメディア」 – 自伝『How to Make Love Like a Porn Star: A Cautionary Tale』 (シーモア・バッツの『ファミリー・ビジネス』と同時受賞) (2005年6月2日に受賞)[114]
- 2005年 AVN最優秀主演女優賞 (映画) – 『The Masseuse』、最優秀レズビアンシーン賞 (映画) – 『The Masseuse』 (サヴァンナ・サムソンとともに)、最優秀セックスシーン賞 (映画) – 『The Masseuse』 (ジャスティン・スターリングとともに)[115]
- 2006年 AVN殿堂入り、AVN最優秀助演女優賞 (映画) – 『The New Devil in Miss Jones』、最優秀レズビアンシーン賞 (映画) – 『The New Devil in Miss Jones』 (サヴァンナ・サムソンとともに)、クロスオーバースター・オブザイヤー[116]
- 2006年 F.A.M.E 『Hottest Body』、Favorite Adult Actress[117]
- 2006年 Temptation殿堂入り、Temptation最優秀助演女優賞 (映画) – 『The New Devil in Miss Jones』、最優秀レズビアンシーン賞 (映画) – 『The New Devil in Miss Jones』 (サヴァンナ・サムソンとともに)、「今年最も魅惑的だった女優」
- 2006年 Added to Adult Star Path of Fame in Edison, New Jersey.[118]
- 2007年 AVNクロスオーバースター・オブザイヤー[109]
- 2007年 F.A.M.Eより、古今を通じ、最も人気のあるパフォーマーとして賞を与えられる[119]